# Csinger Márk
Csinger Márk (Jászberény, 2003. május 31. –) korosztályos válogatott magyar labdarúgó, a Győri ETO játékosa, kölcsönben a Dunaszerdahely csapatától.

## Pályafutása

### Klubcsapatokban
2003-ban született, Jászboldogházán kezdett el focizni, majd 2012-ben a megyeszékhely utánpótláscsapatához, a Szolnokhoz került. 2016-ban leigazolta az MTK Budapest.  Ezután az olasz SPAL-hoz került, a 2020–21 és 2021–22-es szezonban az egyesület Primavera csapatában játszott. 2022. július 8-án, 100 000 euróért szerződtette a Dunaszerdahely. Egy nappal később kölcsön is adták a 2022–23-as szezonra a Győri ETO csapatához. 2022. július 31-én a Nyíregyháza ellen debütált a bajnokságban. 2023. február 19-én betalát a Soroksár elleni bajnoki mérkőzésen.  A 2023–24-as szezont a Dunaszerdahellyel kezdte meg, már az első szezonban a csapat oszlopos tagjává vált. 2023 szeptemberében, a klub meghosszabbította a szerződését további 2 évvel, 2027-ig. Első gólját a Zsolna ellen szerezte a 11. fordulóban.

### A válogatottban
Többszörös utánpótlás válogatott labdarúgó.

## Sikerei, díjai
FC DAC 1904
- Szlovák bajnokság ezüstérmes (1): 2023–24